# New York Transit Museum

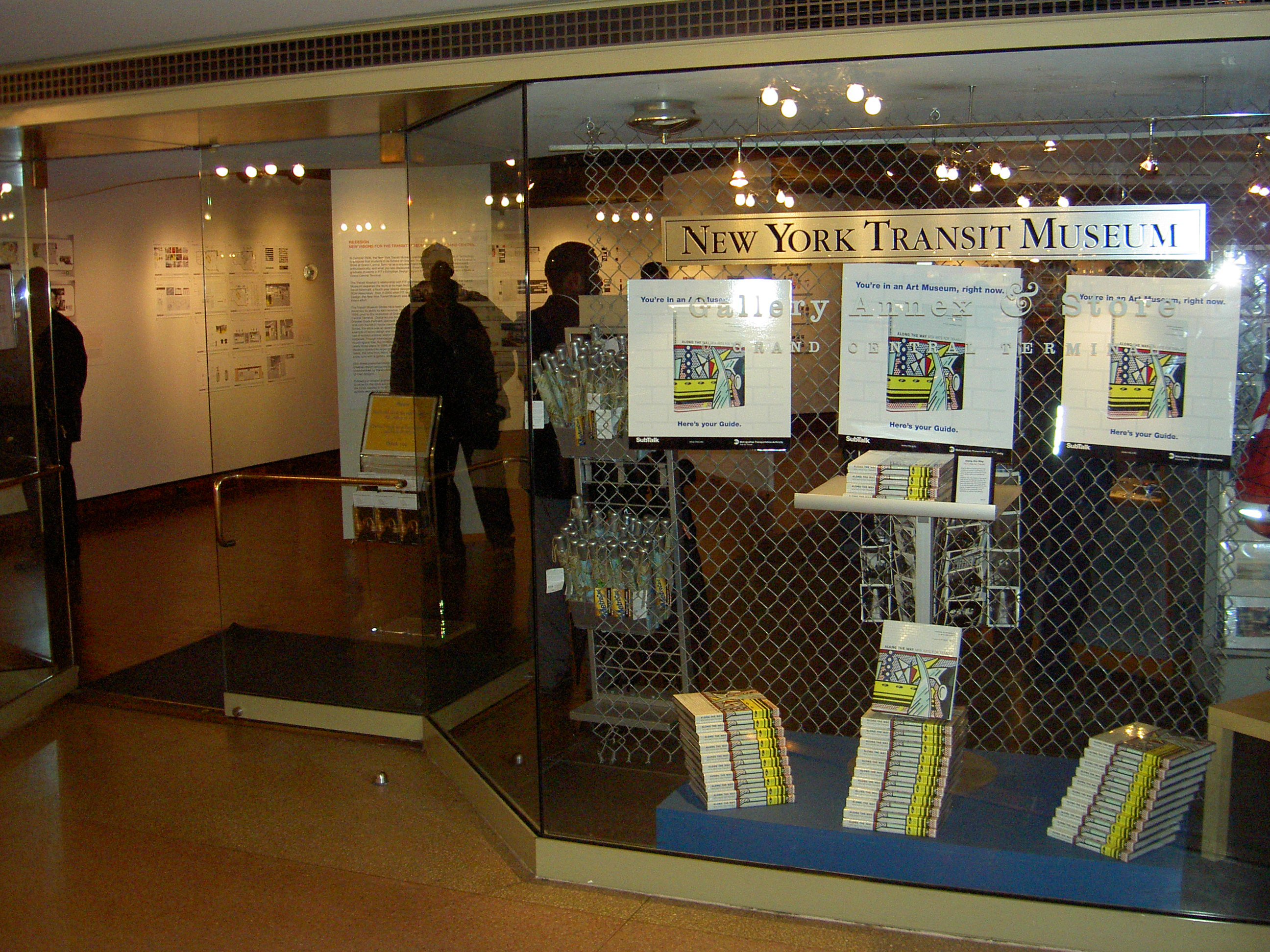
Eingang zum New York Transit Museum

Das New York Transit Museum ist ein Museum in New York City, das sich mit der Geschichte des öffentlichen Personennahverkehrs der Stadt befasst, wobei der Schwerpunkt auf der New York City Subway liegt. Es wurde 1976 eröffnet und ist das größte Museum dieser Art in den USA. Das Museum befindet sich im Zentrum von Brooklyn in der ehemaligen U-Bahn-Station Court Street, die 1946 nach nur knapp zehnjähriger Betriebszeit stillgelegt worden war. Im Grand Central Terminal in Manhattan gibt es eine kleine Außenstelle.

## Die Station
Court Street wurde als Endstation für Lokalzüge der IND Fulton Street Line gebaut und am 9. April 1936 eröffnet. Die mit einem Inselbahnsteig ausgestattete Station war ein Beispiel der Betriebsphilosophie der Independent. Diese besagte, dass Lokalzüge wenn immer möglich innerhalb der einzelnen Stadtbezirke verkehren und Anschlüsse zu Expresszügen ermöglichen sollten, welche ihrerseits die Stadtbezirksgrenzen überschritten. Court Street war dabei als westliche Endstation des Fulton Street Local (Linie HH) gedacht, die in Richtung Osten zur Euclid Avenue verkehren sollte. Darüber hinaus bestanden Pläne, die Second Avenue Line in Manhattan über Court Street mit Brooklyn zu verbinden.
Der Betrieb auf der damaligen Linie HH wurde nie wie ursprünglich vorgesehen aufgenommen. Die einzigen Züge, die zur Court Street verkehrten, waren Pendelverkehre zur benachbarten Umsteigestation Hoyt-Schermerhorn Streets. Wegen der Nähe zu anderen Stationen im Zentrum von Brooklyn und der umständlichen Erreichbarkeit wurde Court Street nie stark genutzt und schließlich am 1. Juni 1946 geschlossen.
Ab etwa 1960 diente die Station als Kulisse für Filmaufnahmen. Der bekannteste hier gedrehte Film ist Stoppt die Todesfahrt der U-Bahn 123 aus dem Jahr 1974 mit Robert Shaw und Walter Matthau in den Hauptrollen.

## Das Museum

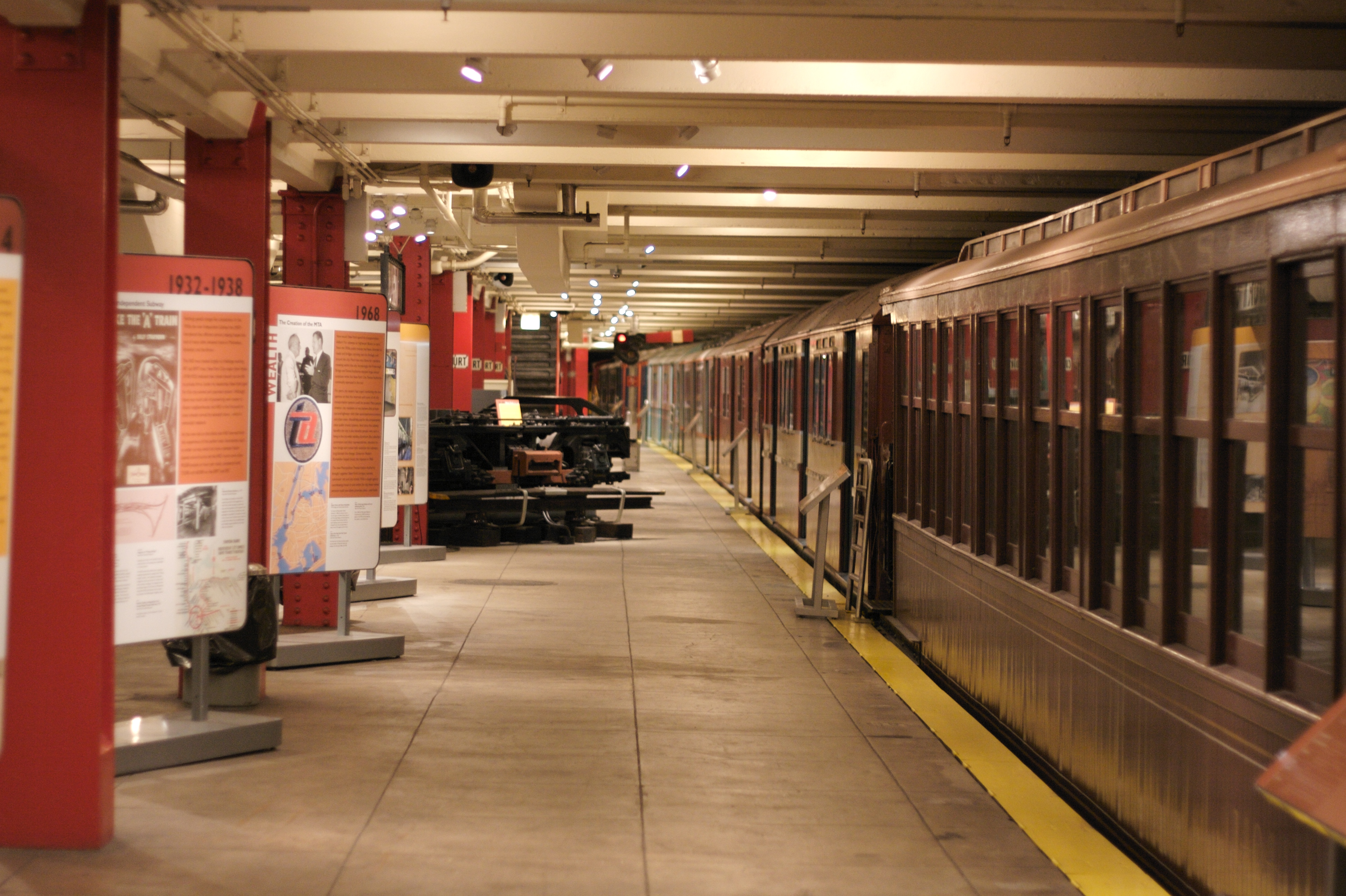
Die Ausstellung im ehemaligen Bahnhof Court Street.

Als Teil der Zweihundertjahrfeier der Vereinigten Staaten wurde am 4. Juli 1976 in der stillgelegten Station die New York City Transit Exhibit eröffnet. Zu sehen waren erhalten gebliebene ältere U-Bahnwagen, Modelle und andere Ausstellungsstücke. Nach Ende der Feier hätte die Ausstellung eigentlich wieder geschlossen werden sollen, doch sie war auf derart großes Interesse gestoßen, dass man sie zu einem permanenten Museum umfunktionierte.
Mitte der 1990er Jahre übernahm die Metropolitan Transportation Authority (MTA) das Museum von der New York City Transit Authority. Die MTA erweiterte das Spektrum des Museums auf andere Zweige des New Yorker Verkehrswesens. Auf der Bahnsteigebene werden zwar weiterhin nur U-Bahnwagen gezeigt, doch auf der Verteilerebene finden wechselnde Ausstellungen zu Eisenbahnen (Metro-North Railroad, Long Island Railroad) und Brücken (Triborough Bridge and Tunnel Authority) statt.
Einzelne Museumswagen, die gewartet, eine Überholung vor sich haben oder nicht ausgestellt werden, sind im Betriebshof Coney Island Complex abgestellt. Das Museum besitzt auch eine größere Anzahl von Omnibussen, für die es aber kein permanentes Ausstellungsgebäude gibt. Die Busse sind über die ganze Stadt verteilt in diversen Busdepots untergebracht und werden bei besonderen Anlässen der Öffentlichkeit präsentiert, wie z. B. beim jährlichen „Busfestival“ des Museums.